# П конвенција
"П конвенција" или "П питање" се односи на претварање изјаве у питање тако што се додаје слово "п" на крај. Када се изговара наглас, "п" се буквално изговара као посебан слог "пе" ("пи" на енглеском).
Ово су практиковали корисници Лисп програмског језика, у ком постоји конвенција додавања слова "п" на елементе како би се обележио исказ (да или не питање). П конвенција се често користи на Масачусетском технолошком институту и на Универзитету Калифорније у Берклију, или међу рачунарским научницима који раде на вештачкој интелигенцији (где се често користи Лисп програмски језик).

Типичан пример употребе П конвенције:
```
П: "Хранап?" (Да ли желиш храну?)
О: "Т!" (Истина (True): да)
О: "Нил." (Такође и нал (null): не)
```